# Phytocordyceps ninchukispora
Phytocordyceps ninchukispora är en svampart som beskrevs av C.H. Su & H.H. Wang 1986. Phytocordyceps ninchukispora ingår i släktet Phytocordyceps och familjen Cordycipitaceae.   Inga underarter finns listade i Catalogue of Life.